# シベリア超特急
『シベリア超特急』（シベリアちょうとっきゅう、英語：Siberian Express）は、マイク・ミズノ（水野晴郎）が監督する劇映画および演劇の作品シリーズ。略称の「シベ超」（シベちょう）は、みうらじゅんによるもの。

## 作品概要
本作品では映画評論家水野晴郎自身が出演の他、監督・原作・脚本・製作・主題歌の作詞をこなしている。映画は5本、舞台は2本製作されている。
物語は第二次世界大戦前後に満州国に向かうシベリア超特急（シベリア鉄道）の列車内における殺人事件の解明である。水野晴郎演じる“マレーの虎”日本陸軍大将・山下奉文が密室となっている走行中の列車内を不動のまま事件を解決に導く安楽椅子探偵の形をとっている。物語そのものはフィクションであるが、1941年（昭和16年）にヨーロッパ視察を終えた帰り、シベリア鉄道で帰国した山下の実際の行動をストーリーの基本設定としている。

## 作品解説
監督の水野によると、「アルフレッド・ヒッチコック作品をモチーフにした密室劇を描いたサスペンス映画である」とのこと。また、タイトルはヒッチコックの『バルカン超特急』のもじりである。作品では、水野による「階段落ち」「長回し」など名作映画へのオマージュと反戦のメッセージが色濃く反映されている。
シリーズ各作品のラストにおいて、それぞれに「どんでん返し」が用意されているため、冒頭で「ネタバレ厳禁」という主旨のテロップが表示されるのが恒例となっている。
『ラスト サムライ』の演技で、渡辺謙がアカデミー賞にノミネートされた際、水野晴郎は「私も頑張るぞ」と意味深なコメントを残している。生前の水野は、日本全国で「シベ超」の興行を行う「シベ超祭り」を精力的に開催していた。
「ファイナル」と銘打った新作の製作も進められていたが、水野が2008年（平成20年）6月に逝去したことで一時的に途絶えていた。その後、水野の一番弟子であり、シリーズへのレギュラー出演者でもある西田和昭が脚本・監督を行う事で、2014年（平成26年）初頭のクランクインが明らかになり、片岡愛之助、荒木レナなどの起用が予定されると報道されたが、2022年（令和4年）現在続報はない。

## 評価
低予算で制作され、低品質な作品にできあがっており、総じてB級映画と評される。DVDのオーディオコメンタリーで水野、西田らが自ら言及しているほか、「シベリア超特急ファンブック」（ソニー・マガジンズ）にも記載されている。映画としての質はともかくとして、趣味的要素が非常に濃い映画であり、わざとらしい表現や過去作品のオマージュなど、映画通ならば楽しめる要素が多数存在する。
- 走行中の列車を舞台にした作品では画面を上下動させることで走行中の揺れを演出するのが常套手段だが、この作品ではそれが行われておらず、列車がベニヤ板であることがはっきり見て取れる。
- 登場人物を紹介するために車掌が切符を切る形（車内改札）で一人一人登場人物を画面に見せるわざとらしさ。
- 車掌が殺されているにもかかわらず、何事もなかったように列車が走り続ける不自然さ。
- 俳優としての経験も無いに等しい稚拙な水野晴郎の演技。
- ラストにカメラ目線で発言される不自然な台詞。
- （第3作）出番待ちしている水野晴郎が不意にカメラに映ってしまっている（業界用語で言う「見切れている」）。水野によれば、これも自らの映画に姿を見せるのが恒例となっていたヒッチコックへのオマージュ。

これらの点は独特の味わいとして好事家に受け止められ、カルト映画ともいえる高い人気を誇っており、公開年次はB級映画愛好者でもあるみうらじゅん、コサキンなどの高い評価を受けた（1996年、第3回みうらじゅん賞映画賞受賞）ため、第2作以降は集客力を高めるに至ったという。
映画そのものの評価とは別に寺島しのぶ、大塚千弘、尾上松也、片岡愛之助ら当シリーズ出演後に人気が上昇した俳優も見られる。歌舞伎関係の俳優が多いのは、水野自身が歌舞伎愛好者であり、梨園に人脈を持っていたことによる。

## シリーズ作品
- シベリア超特急 SIBERIAN EXPRESS （映画） 1996年
- シベリア超特急2 SIBERIAN EXPRESS 2 （映画） 2000年
- シベリア超特急3 SIBERIAN EXPRESS 3 （映画） 2003年
- シベリア超特急4 SIBERIAN EXPRESS 4 （舞台） 2003年公演
- シベリア超特急5 SIBERIAN EXPRESS 5 （映画） 2005年
- シベリア超特急・番外編 「欲望列車」チカンはイカン（映画）2005年[3]
- シベリア超特急6 SIBERIAN EXPRESS 6 （映画） 製作予定
- シベリア超特急00・7 ～モスクワより愛をこめて SIBERIAN EXPRESS 7 version1「ベルリンからの密使」 （舞台） 2003年公演
- シベリア超特急00・7 ～モスクワより愛をこめて SIBERIAN EXPRESS 7 version2「W佐伯大尉」 （舞台） 2003年公演

## シベリア超特急
第1作。

### あらすじ
1941年、走行中のシベリア超特急の車内で発生した殺人事件の解決に山下閣下が乗り出す。

### キャスト
- かたせ梨乃 - 李蘭
- 菊池孝典 - 青山一等書記官
- アガタ・モレシャン - カノンバートル
- シェリー・スェニー - グレタ・ペーターセン
- エリック・スコット・ピリウス - ユンゲルス
- フランク・オコーナー - ポロノスキー
- フィリップ・シルバースティン - ゴールドストーン
- 占野しげる - 車掌
- 西田和昭 - 佐伯大尉
- 水野晴郎 - 山下奉文陸軍大将

### スタッフ
- 監督/原作/脚本：MIKE MIZNO
- 製作：水野晴郎
- プロデューサー：安藤庄平、西田和晃
- プロデューサー補：占野茂
- 撮影監督：安藤庄平
- キャスティング：田辺博之
- 録音：塚本達朗
- 照明：清水達巳
- 編集：荒川鎮雄
- 美術：徳田博
- 監督補：霜村裕
- フォトグラファー：目黒祐司
- 宣伝プロデューサー：水野勝、尼子創一
- コスチュームデザイナー：コシノジュンコ
- 英文ダイアログ：戸田奈津子
- ナレーション：油井昌由樹

### バージョン違い
1996年の劇場公開版以外に、水野自ら再編集したバージョンが、いくつか存在する（後述）。基本的には、「ラストのどんでん返しの扱い」と「劇場公開版ではカットした未公開シーンの追加」の2点がバージョンの相違となっている。
また、ソフト化されたものでも6バージョンが存在し、TVなどで放送される際には、その局のバージョンを依頼され再編集をしたことから、最終的には水野自身もバージョンの違いを把握していなかった。
西田和昭は、劇場公開版の編集は市川崑が担当したと語っているが、確かではない。水野に「監督ってのはパクリから入るんだ」「でもオリジナルを超える作品を作ったらその人は天才になる」などのアドバイスを与えていたことはあったとのこと。
また、李蘭が倒れる際の俯瞰シーンでドレスの裾が広がるシーンがあるが、そのシーンのドレスはスカート部分の裾が通常の3倍必要であり、コスチュームデザイナーのコシノジュンコが思案の挙句自分のデザインスタジオの縫製担当に頼めずに、自らミシンを使い縫製までしている。ミシンを使ったのは10年振りと語っていた。

#### ハンガリー・バージョン
ラストのどんでん返しが全てカットされているバージョン。水野いわく「かたせと菊池のロマンスを中心に編集してある」。2人のラブストーリーが行われたのがハンガリーだからというのが名称の理由であり、『ハンガリー公開バージョン』というわけではない。実際の所は初ビデオ化の際に「内容が酷すぎる」と言う理由でどんでん返しの全編カットをビデオ会社の社長に命ぜられたもの。初ビデオ化はカムテック。その際エンディング・テーマがカットされた。後にエスピーオーより「特別編集版」としてDVD化され、同映像のものは、エースデュースエンタテインメントよりリリース。一部のソフトはシベ超祭り会場でも販売された。

#### アメリカ・バージョン
アメリカ公開を意識して編集したショート・バージョンでアリゾナ映画祭で上映された。どんでん返しは全編収録されているが、名台詞「ボルシチ-」のくだりや幕張メッセでのかたせと菊池の抱き合うシーンなどがカットされている。後にエスピーオーより「特別編集版」としてDVD化。初ビデオ化はエースデュースエンタテインメントよりリリース。一部のソフトはシベ超祭り会場でも販売された。

#### ダブル・マーダーバージョン
反戦・戦争の恐ろしさを前面に出したバーション。このバージョンに限り、同じシーンでも未発表の別カットが幾つか使われている。どんでん返しが1段だけ入っているがここでも未公開カットが見られる。後にエスピーオーより「特別編集版」としてDVD化。初ビデオ化はエースデュースエンタテインメントよりリリース。一部のソフトはシベ超祭り会場でも販売された。

#### 劇場公開完全版
「ボルシチも結構うまかったぞ」の台詞はもとより、作品の代名詞であるどんでん返しも二回見ることができる。他のソフト化されたバージョンと異なり、著作権の問題から収録されなかったテーマ曲「戻らないロマンス」が収録され、その際映像ではNGカットであるはずの再生の文字も確認できる。パイオニアからDVDリリース。

#### 上映版
各地で上映されたフィルムには、殺人トリック版、アメリカ版、マーダートレイン版、完全版の4種バージョン違いが存在する。
いずれも「ボルシチも～」の台詞あり。
- 殺人トリック版は、ソフト化されたダブルマーダー版に近い編集。李蘭が殺されるカットが入れ替わっている。主題歌は無し。
- アメリカ版は、ソフト化されたものと異なり「ボルシチも～」の台詞が入っている。どんでん返しは2段。主題歌は無し。
- マーダートレイン版は、水野によると「カットした際の余ったフィルムを使用した」との発言もあり、冒頭に赤い線が入るなど状態が悪いもの。主題歌あり。モノローグが付きどんでん返し3段。
- 完全版は海外での上映用とされ、全編字幕が入っている。どんでん返しは2段。主題歌あり。

このほかイベントデジタル上映用として、マーダートレイン版A、Bがあり、山下将軍の記録映像が入ったもの、『落陽』からと思われる映像が入ったものも確認されている。

#### 放送各局版
日本テレビ放送版、WOWOW版、衛星劇場版、ソネット版、等が存在する。このうち日本テレビで初めて放送されたものは、劇場公開完全版に加え「戻らないロマンス」をバックミュージックに声がカットされたNGシーンが追加されていた。

### 主題歌
- エンディングテーマ：「戻らないロマンス」（唄：藤吉じゅん、作詞：水野晴郎、作曲：野々村直造、編曲：藤岡洋・西込加久見）

## シベリア超特急2
第2作。

### あらすじ
爆破事件でシベリア超特急が止まってしまい、乗客は菊富士ホテルに宿泊することになった。そこで、起きた殺人事件を一人の老人が語り出す。

### キャスト
- 淡島千景 - 家入歌子
- 草笛光子 - 楊玲玲
- 光本幸子 - 立花迪子
- 寺島しのぶ - 安津伸江
- 二宮さよ子 - 片岡双葉
- 加茂さくら - 神宮寺伯爵夫人
- 中村福助 - 池波
- 尾上松也 - 少年
- 須藤温子 - メイファン
- 小林すすむ - 服部
- 北村有起哉 - 丸山
- 三田村賢二 - 山岸
- 油井昌由樹 - ナレーター
- 長門裕之 - 田宮
- 安井昌二 - 老作家
- 竹田高利 - 佐伯大尉
- 水野晴郎 - 山下奉文陸軍大将

### スタッフ
- 監督：MIKE MIZNO
- 製作：水野晴郎、岡田裕
- プロデューサー：伊藤直克
- 原作：水野晴郎
- 脚本：北里宇一郎
- 脚色：水野晴郎
- 撮影：鈴木耕一
- 照明：矢部一男
- 編集：冨田伸子
- 美術監督：木村威夫
- 美術：丸山裕司
- 録音：湯脇房雄
- キャスティング：大畑信政
- 監督補：吉原勲
- 助監督：荒川栄二
- 音楽：JIM DADDY
- 制作：アルゴ・ピクチャーズ、水野晴郎事務所
- ナレーション：油井昌由樹

### 作品解説
映画の序盤には、水野曰く「ブライアン・デ・パルマに挑戦した」長回しシーンが登場するほか、中盤にはやはりデ・パルマの手法で知られる画面分割も登場する。
寺島しのぶ及び第7回国民的美少女コンテストグランプリ・須藤温子の映画デビュー作。尾上松也（2代目）も（水野自身を投影した）少年役で出演している。
前作で佐伯大尉役を務めた西田和昭がNHK大河ドラマ『八代将軍吉宗』出演のためにスケジュールが合わず、代わりに竹田高利 が演じている。また、2005年に発売されたDVD-BOXでは、西田と中野ダンキチの出演シーンが追加されている。

## シベリア超特急3
第3作。

### あらすじ
- 大富豪「宮城伝蔵」が主催するパーティーが客船で開かれ搭乗者が失踪する。その最中、宮城伝蔵はある昔話を語り始める。

### キャスト
- 三田佳子 - 森裕美
- 宇津井健 - 宮城伝蔵（現代）
- 内藤武敏 - 沢島軍平（現代）
- 真柄佳奈子 - 宮城和世
- 江成大輝 - 城之内正人
- 久永さとみ - 香
- 田中丈資 - 宮城伝蔵（過去）
- 安藤一平 - 沢島軍平（過去）
- 大浦みずき - 金芳蘭
- 大塚ちひろ - オリビア
- アガタ・モレシャン - ヴィヴィカ・リンデンバウム
- グレゴリー・ペッカー - ダニエル
- リチャード・グロス - ヤーニス
- マシュー・カールセン - マヌーク
- サム・アルノード - 車掌
- インゲ・ムラタ - ウクライナ線の老婦人
- サリー・越中 - 謎のルームキーパーの女
- 安藤鳩子 - 志津
- 山口雪太郎 - 宮城伝蔵（過去）
- たにし（ホームラン）- 秘書
- 勘太郎（ホームラン）- 野球選手
- 岩井志麻子 - 引き上げ船乗客
- 西田和昭 - 佐伯大尉
- 水野晴郎 - 山下奉文陸軍大将

### スタッフ
- 監督：MIKE MIZNO
- エグゼクティブ・プロデューサー：水野晴郎
- 原作：水野晴郎
- プロデューサー：伊藤直克
- 脚本：上代務、北里宇一郎、水野晴郎
- 監督補：吉原勲
- 撮影：鈴木耕一
- 美術監督：木村威夫
- 美術：安宅紀史
- 照明：才木勝
- 録音：湯脇房雄
- スプリクター：杉山昌子
- 助監督：荒川栄二
- 製作担当：小松功
- 制作：水野晴郎事務所
- ナレーション：油井昌由樹

### 作品解説
『2』を上回る長さの長回しシーンが序盤にあるが、その中に「とんでもない大NG」がある。
次男の不祥事により女優業を休止していた三田佳子の復帰作。ほかにも宇津井健や内藤武敏といった大物俳優を起用し、「シベ超」ブームの高まりを象徴する作品である。なお、前作で出演を見合わせた西田が佐伯大尉役で復帰している。

### 主題歌
- エンディングテーマ：「ビギン・ザ・ビギン（Begin The Begin）」（歌：西村協、作詞・作曲：コール・ポーター）

### 受賞
- フランスコニャック国際ミステリー映画祭・特別賞（ ただし、フランス側の公式受賞記録（Festival du film policier de Cognac 2002）には同作の受賞記載はありません。日本側の一次資料によれば、同作は映画祭に「特別招待作品」として上映されたものであり、公式の特別賞受賞ではない可能性が高い。）

## シベリア超特急4
2003年1月18日に新宿シアターアプルで1度限りで上演された舞台版。
本作は、みうらじゅんの「シベ超の舞台が見たい」という発言がきっかけで制作された。

### あらすじ
映画「シベリア超特急4」制作開始の寸前、監督の水野晴郎が何者かによって殺される。その謎を解き明かそうと、関係者達は台本通りに「シベ超4」を演じる。

### キャスト
- 三田佳子（特別出演）- 三田佳子
- 宇津井健（特別出演） - 宇津井健
- 内藤武敏（特別出演） - 内藤武敏
- 光本幸子（友情出演） - 大女優
- 安井昌二（友情出演） - 画家
- 小田切みき（友情出演） - 画家の妻
- 丹波哲郎 - 本人
- 堀正彦 - 医師＆ジミー勝田
- 森宮隆 - 助監督＆文学青年
- 金濱夏世 - 掃除婦＆マリー（ボギーの女）
- 渡辺雄作 - 俳優＆名探偵ボギー
- たにし（ホームラン） - プロデューサー＆西条
- 勘太郎（ホームラン） - 脚本家＆モンゴル人の乗客
- 西村協 - 歌手
- 三角大 - 刑事A＆乗客A
- 徳秀樹 - 刑事B＆乗客B
- やべきょうすけ - 丹波哲郎お付き
- 諏訪田寛幸 - スタッフA
- 田中真二 - ヒロシ（西条の秘書）
- 真柄加奈子 - 少女＆由紀子（ジミー勝田の娘）
- 江成大輝 - 少年＆雄太郎（ジミー勝田の弟子）
- 安藤一平 - 食堂者のボーイ
- 岩田雄介 - 車掌
- 中野ダンキチ - 謎の中国人
- 西田和昭 - 佐伯大尉
- 水野晴郎 - 山下陸軍大将＆水野監督

### スタッフ
- 演出：MIKE MIZNO
- 製作・原作：MIKE MIZNO
- 脚本：上代務、MIKE MIZNO
- 音楽：Bachi（大野敬正・一色洋輔）
- 制作：水野晴郎事務所・M&T PICTURES
- 制作協力：SET(Super Eccentric Theater)
- 舞台監督：高島洋一（デジャ・ビュ）
- 美術：土屋茂明（TSUCHIYA CO-OPERATION）
- 照明：日高勝彦、関嘉明（日高舞台照明）
- 音響：今村太志、秀島正一（サウンドクラフト）
- 衣装：菊田光次郎（東京衣装）
- メイク：スタジオAD
- 演出捕：中田圭
- メイキング：やなぎさわやすひこ
- ナレーション：油井昌由樹

### 劇場公開
ビデオ収録したものが劇場公開された。

### 評価
これまでの映画3作に出演した俳優・女優が総出演するほか、大御所・丹波哲郎を招聘した「感謝祭」「学芸会」的内容で、ミステリー要素は薄められ、コメディ色が強い。
水野がセリフを完全に忘れてしまい出演者に指摘されたり、丹波の出演シーンが丹波と水野のトークショーになるなど、芝居としては破綻気味だが、「お約束」といえる水野が反戦メッセージを語るシーンや西田のロープアクションもしっかり入れられ、ファンを大いに喜ばせた。

## シベリア超特急5
第4作。シベ超ムーブメントの退潮を色濃く反映した作品である。

### あらすじ
源義経が隠したとされる財宝を記した地図が何者かに盗まれる。主人公達は地図を追ってシベリア超特急へ。

### キャスト
- 片岡愛之助 - 裕木小次郎
- 片岡進之介 - 多賀新太郎
- 西條三恵 - 佐伯佳子
- 中野良子 - 沢田光子
- 岡田眞澄 - ピエトロ吉田
- ガッツ石松 - 唐木鉄造
- 佐藤允 - 吉倉武蔵
- 淡島千景 - ドクトル
- ニコラス・ペタス - 馬賊の頭領
- 片岡未来 - 大森和子
- 大槻ケンヂ - 芥川龍太郎
- 片岡我當 - 菊地冠
- 片岡秀太郎 - 永井歌風
- 中村福助 - 中村福助
- 山口浩司 - 三島雪夫
- 三角大
- 徳秀樹
- 西田和昭 - 佐伯大尉＆淀山長秋
- 水野晴郎 - 山下奉文陸軍大将

### 作品解説
『3』をさらに上回る長さの長回しシーン、万里の長城を用いた壮大な階段落ちシーンがある。
岡田眞澄の映画としては最後の作品。CGなどを導入するなど意欲的な部分も多く見られるものの、スタジオセットに予算を投下したことで、キャスティングが小粒になったことは否めない。（当時は）知名度に劣る歌舞伎俳優の起用も多いが、主演の片岡愛之助はのちにドラマ『半沢直樹』で大ブレイクすることになる。

## シベリア超特急・番外編 「欲望列車」チカンはイカン
2005年8月上映、梁山泊/レスト商事制作の番外編。2005年10月21日にイーネットフロンティアからDVDが発売された。本作ではぼん西田（西田和昭）、中田圭が監督を務める（中田は脚本、西田はプロデューサーも担当）。上映時間90分。オリジナルビデオ作品として制作された。

### あらすじ
毎朝の通勤電車での痴漢に悩むOLたち、そこへ心優しいプロレスラーたちが駆けつける。

### キャスト
- 松本未来
- 夢野まりあ
- 中原翔子
- つぼ原人
- 紋舞らん
- 早坂ひとみ
- 小沢菜穂
- 金濱夏世
- 南部虎弾
- エスパー伊東
- レイパー佐藤
- 葉月パル
- ちむりん
- リッキー・フジ
- マッチョバンプ
- チョコボール向井
- 一宮章一
- ぼん西田
- ターザン山本
- 高須基仁（特別出演）
- 中村有志（友情出演）
- 斉木しげる（友情出演）
- ザ・グレート・サスケ（友情出演）

## シベリア超特急00・7～モスクワより愛をこめて
舞台版の再演。

### キャスト
- 山城新伍 - 山城新伍
- 光本幸子 - 平岡千鶴子（外務大臣）
- 安井昌二 - 水島総理
- 小田切みき - 水島夫人
- たにし（ホームラン） - 第一秘書、監督
- 勘太郎（ホームラン） - 第二秘書、キャメラマン
- 乾貴美子 - 乾貴美子（司会者）　※version1のみ
- 軽部真一 - 男おばさん 軽部真一　※version2のみ
- 笠井信輔 - 男おばさん 笠井信輔　※version2のみ
- 桂茶がま 桂茶がま　※version2のみ
- 木村奈保子 - 木村奈保子（歌手）
- ザ・グレート・サスケ - ザ・グレート・サスケ
- ? - ザ・シベリアンタイガー
- 金濱夏世 - 女医、カルメン
- 三角大 - 刑事A、平岡啓介（物理学者）
- 徳秀樹 - 刑事B,石坂（野上の部下）
- 高山サラサ - タチアナ（野上の孫娘）
- 石井明日香 - 平岡千鶴子（娘時代）
- 田中丈資 - 叫ぶ少年A、車掌
- 江成大輝 - 叫ぶ少年B、健一
- 岩田雄介 - ？、氏家秀造
- 遠野ゆき - チャイニーズエンジェル　リンリン（長女）
- 山川マキ - チャイニーズエンジェル　リラン（次女）
- 岸伸泱 - チャイニーズエンジェル　メイファン（三女）
- 古澤龍児 - SP、ソ連軍隊長
- シリアル・パパ - ボーイ、キャメラ助手（version1）、ソ連軍兵士（version2）
- 田中真二 - ボーイ、ソ連軍兵士
- 早川ひろ - ボーイ、ソ連軍兵士  ※version2のみ
- 天城純子 - コンパニオン  ※version2のみ
- インゲ・ムラタ - シベリア特急の老婦人
- 中野ダンキチ - 謎の中国人
- 竹田高利 - 佐伯大尉　※version2のみ
- 西田和昭 - 佐伯大尉、ぼんちゃん
- 水野晴郎 - 山下将軍、水野監督

### 作品解説
『6』の製作が予定されていたこと、上演されたのが7月だったこと、水野が宣伝担当だった『007シリーズ』のパロディとして「00・7」となった。
コンセプトとしては『4』と同じで、映画版のキャストが集合している。
version1「ベルリンからの密使」とversion2「W佐伯大尉」が上演され、二つの舞台の映像を水野が再構成したDVD「シベリア超特急7」が発売されている。

### 評価
ファンでしか分からないような小ネタを散りばめた上、佐伯大尉役を演じた西田・竹田による「W佐伯」の滑稽なシーンや、水野によく似た「謎のレスラー・シベリアンタイガー」が登場するなど、完全にコメディ志向の舞台となっている。

## コミカライズ作品
秋田書店「サスペリアミステリー」誌において、2006年3月特大号より2008年7月特大号まで長尾文子作画によるコミカライズが長期連載された。
シリーズ完結編である「シベリア超特急FINAL」においては、水野晴郎の面影を残しつつも端正な美青年である、若き日の山下奉文陸軍中佐が活躍。エピローグでは敗戦から軍事裁判、山下大将の死後までが描かれている。

### 評価
影丸穣也のアシスタント出身であり、高い作画能力を持つ長尾によって描かれた山下奉文大将は、水野晴郎に酷似しながらも耽美的なアレンジがほどこされている。